# Nanna Kristensen-Randers
Nanna Kristensen-Randers, född 1864, död 1908, var en dansk jurist.
Hon blev 1887 den första kvinnan i Danmark som tog examen i juridik. Hon blev dock inte formellt erkänd som advokat, då kvinnor inte accepterades som advokater förrän efter en reform 1909, då Henny Magnussen blev Danmarks första kvinnliga advokat. 